# Krupocin
Krupocin – (niem. Kruposchin, 1942-1945 Kraupen) wieś w Polsce położona w województwie kujawsko-pomorskim, w powiecie świeckim, w gminie Bukowiec.
W latach 1975–1998 miejscowość administracyjnie należała do województwa bydgoskiego. W skład sołectwa Krupocin wchodzi również wieś Franciszkowo. Według Narodowego Spisu Powszechnego (III 2011 r.) Krupocin liczył 114 mieszkańców. Jest dwunastą co do wielkości miejscowością gminy Bukowiec.